# غريغ مايرز (لاعب كرة قاعدة)
غريغ مايرز (بالإنجليزية: Greg Myers)‏ هو لاعب كرة قاعدة أمريكي، ولد في 14 أبريل 1966 في ريفرسايد في الولايات المتحدة.

## وصلات خارجية
- غريغ مايرز على موقع دوري كرة القاعدة الرئيسي (الإنجليزية)
- غريغ مايرز على موقعبيزبول رفرنس.كوم (الدوري الرئيسي) (الإنجليزية)
- غريغ مايرز على موقعبيزبول رفرنس.كوم (الدوري الثانوي) (الإنجليزية)
- غريغ مايرز على موقع إي إس بي إن.كوم (أم.أل.بي) (الإنجليزية)
- غريغ مايرز على موقع مشجعي الرسوم البيانية (الإنجليزية)